# Petrocodon dealbatus
Petrocodon dealbatus är en tvåhjärtbladig växtart som beskrevs av Henry Fletcher Hance. Petrocodon dealbatus ingår i släktet Petrocodon och familjen Gesneriaceae.

## Underarter
Arten delas in i följande underarter:
- P. d. dealbatus
- P. d. denticulatus